# إل تانكي
بلدية إل تانكي (بالإسبانية: El Tanque) هي بلدية تقع في مقاطعة سانتا كروث دي تينيريفه التابعة لمنطقة جزر الكناري جنوب غرب إسبانيا.

## الديموغرافيا
بلغ عدد سكان بلدية إل تانكي 2.903 نسمة عام 2011 (وفقاً للمعهد الوطني للإحصاء الإسباني).
| 3.247 | 3.242 | 3.254 | 3.096 | 3.045 | 3.015 | 2.903 |